# Rolf Engler
Rolf Engler, né le 3 août 1951 à Appenzell, est un homme politique suisse, membre du Parti démocrate-chrétien (PDC).
Engler est entré le 2 mars 1987 au Conseil national et y siège à la Commission des institutions politiques et à la Commission des affaires juridiques. Il ne se représente pas aux élections fédérales de 1999 et quitte donc le Conseil national le 5 décembre 1999.
Avocat, il est marié et père de trois enfants.